# 卡莫纳 (塞维利亚省)
卡莫纳，是西班牙安达卢西亚自治区塞维利亚省的一个市镇。 总面积924平方公里，总人口25794人（2001年），人口密度28人/平方公里。